# Кейтония
Кейтония (лат. Caytonia) — вымерший род семенных папоротников из юрского периода Англии .

## Описание

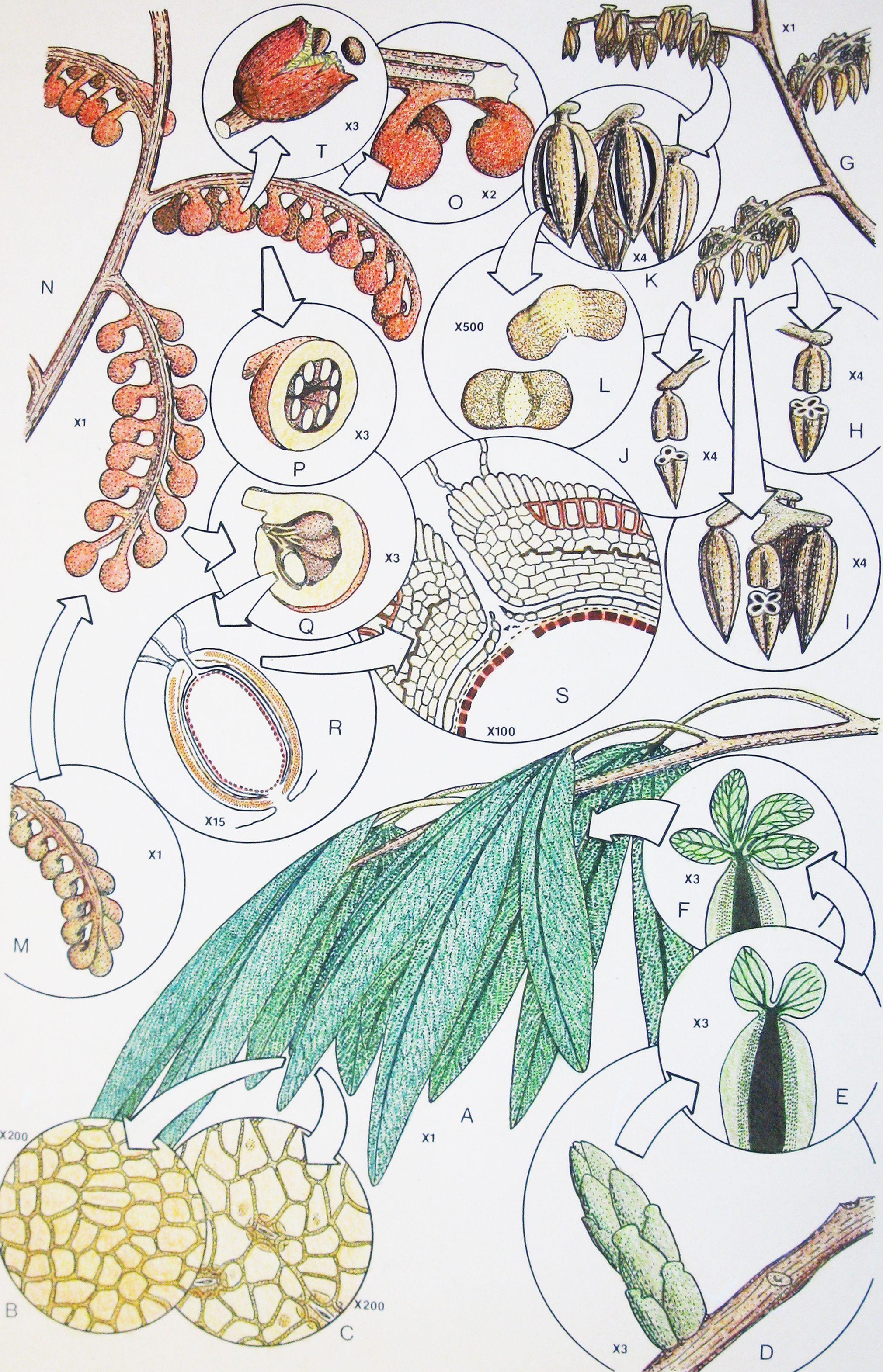
Полная реконструкция растения Caytonia nathorstii Retallack and Dilcher 1988

Кейтония имела ягодообразные купулы с многочисленными мелкими семенами, расположенными вдоль осей  .
Они отличались по строению от купул Reymanownaea.

### Полная реконструкция растения
Различные органы, приписываемые одному и тому же исходному растению, могут быть реконструированы по совпадению в одной и той же местности и по сходству строения устьиц и другим анатомическим особенностям.
- Caytonia nathorstii могла быть  тем же растением, что и Caytonanthus arberi  и Sagenopteris phillipsii .